# كريس لايك
كريس لايك (Chris Lake) من موالبد 8 أغسطس 1982 . هو دي جي ومنتج أسطوانات إنجليزي مختص في موسيقى الهاوس و حاصل علي جائزة الغرامي.

## روابط خارجية
- كريس لايك على موقع ميوزك برينز (الإنجليزية)
- كريس لايك على موقع أول ميوزيك (الإنجليزية)
- كريس لايك على موقع ديسكوغز (الإنجليزية)